# テオ・アティソグベ
テオ・アティソグベ（Théo Attissogbé、2004年11月19日 - ）は、トップ14セクシオン・パロワーズに所属するラグビー選手。

## プロフィール
- フランス・ペリグー出身[1]。
- ポジションはウィング(WTB)、フルバック(FB)。
- 身長 181cm、体重 79kg
- U20フランス代表として2023年の世界ジュニアラグビー選手権で優勝[2]。
- フランス代表キャップは5（2025年2月現在）。

## 略歴
- ペイレオラードSRを経て、スタッド・モントワでプレー[3]。
- 2022年、セクシオン・パロワーズに移籍し、プロ契約を結ぶ[4]。
- 2023年にトップ14デビューを果たし、ラシン92との試合で勝利に貢献[5]。
- 2024年7月6日、2024年 半ばのラグビーユニオン国際試合アルゼンチン戦にて先発出場でフランス代表初キャップを獲得して、デビュー戦でトライをあげた[6]。